# Слонът (филм, 2020)
„Слонът“ (на английски: Elephant) е американски документален филм за природата от 2020 г. за слоновете на режисьорите Марк Линфийлд и Ванеса Берловиц, разказан от Меган Маркъл. Това е петнадесетият филм под етикета Disneynature. Филмът е пуснат заедно с „Рифът на делфините“, ексклузивно по Дисни+ на 3 април 2020 г.